# Hedypnois rhagadioloides
Il radicchio pallottolino (nome scientifico Hedypnois rhagadioloides  (L.) F.W.Schmidt, 1795) è una specie di pianta angiosperma dicotiledone della famiglia delle Asteraceae.

## Etimologia
Il nome del genere (Hedypnois) deriva da due parole greche "ἠδύς" (hedys = dolce) e "νόησις" (pneo = spirito) ed è stato Plinio (Come, 23 - Stabia, 79) a tramandare questo nome per la cicoria selvatica di questa voce. L'epiteto specifico ("rhagadioloides") significa "avente la forma o somiglianza con il genere Rhagadiolus".
Il binomio scientifico della pianta di questa voce è stato proposto inizialmente da Carl von Linné (1707 – 1778) biologo e scrittore svedese, considerato il padre della moderna classificazione scientifica degli organismi viventi, nella pubblicazione "Species Plantarum" del 1753, perfezionato successivamente dal botanico Franz Wilibald Schmidt (1764-1796) nella pubblicazione "Sammlung physikalisch-oekonomischer Aufsatze. Zur Aufnahme der NAturkunde und deren damit verwandten Wissenschaften in Bohmen" ( Samml. Phys.-Oekon. Aufsatze 1: 279) del 1795.

## Descrizione

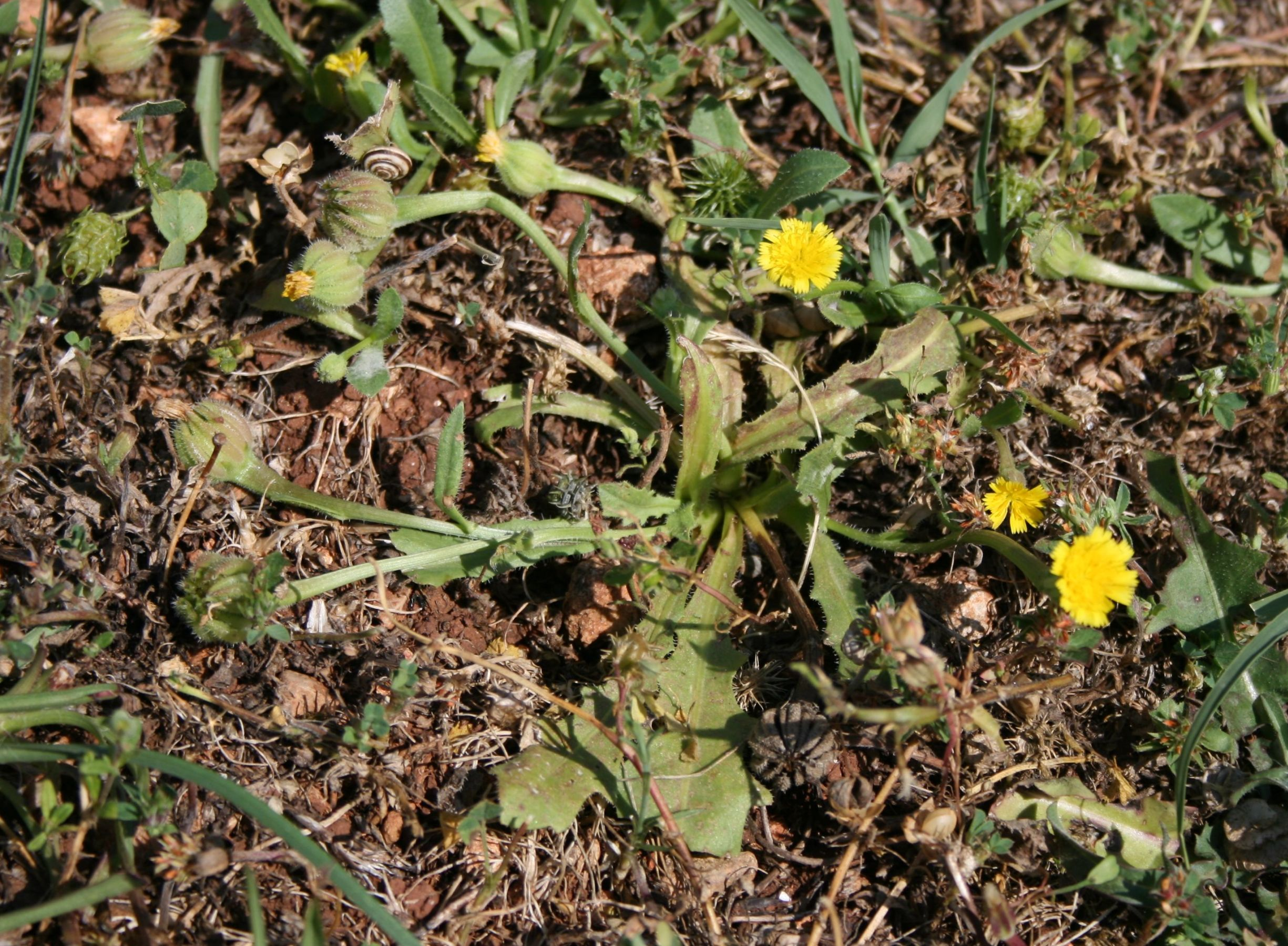
Il portamento

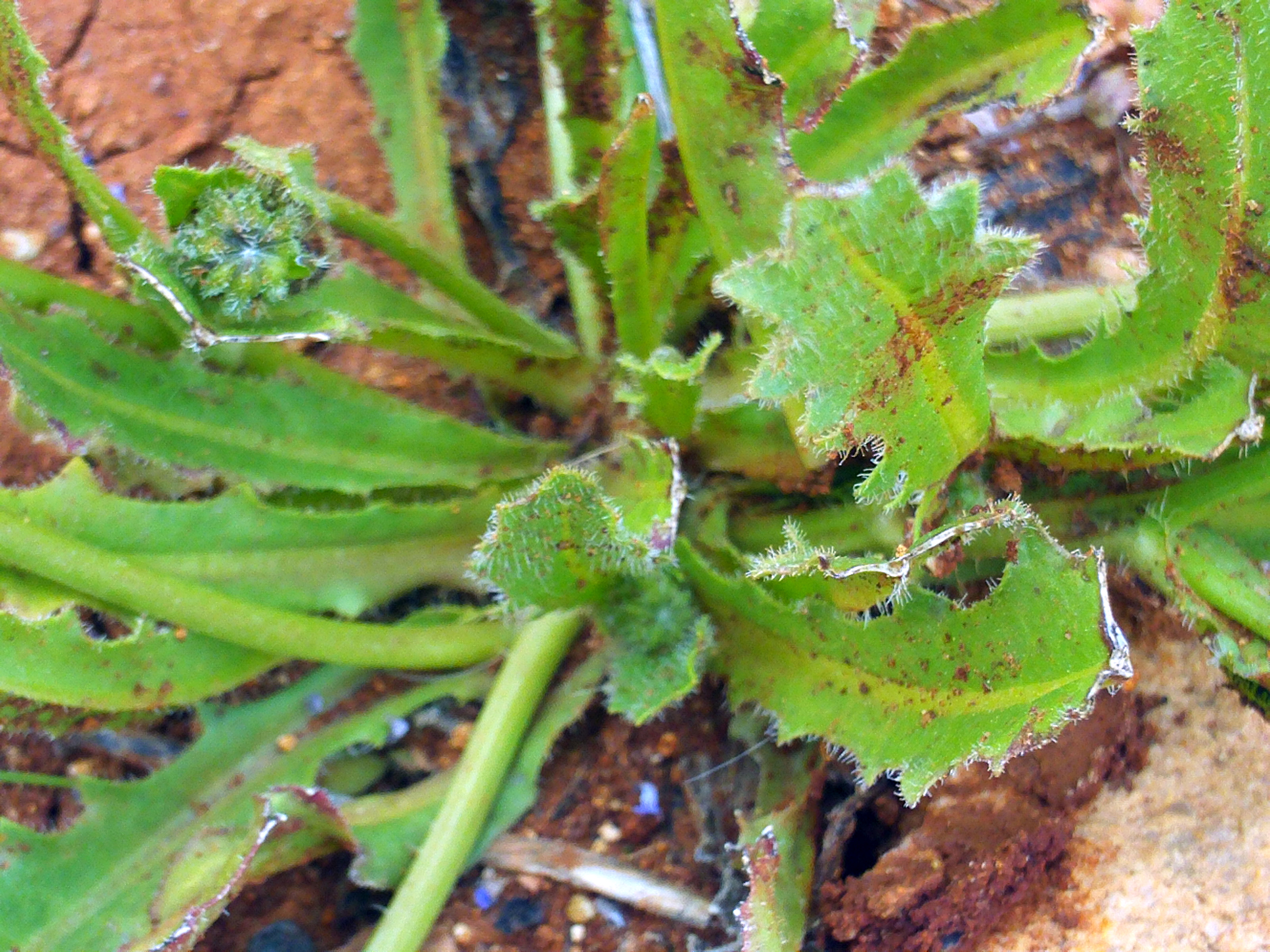
Le foglie

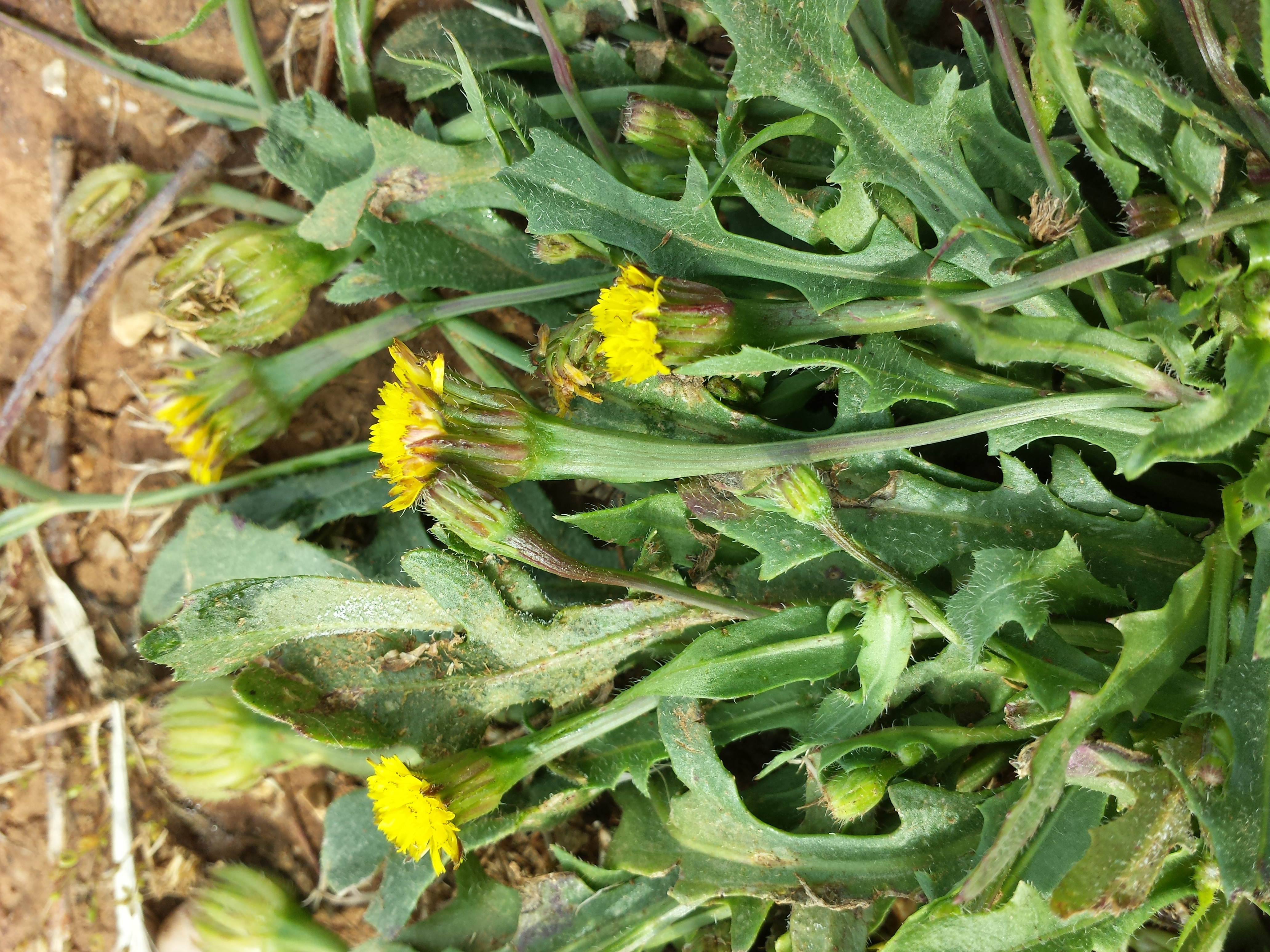
Infiorescenza

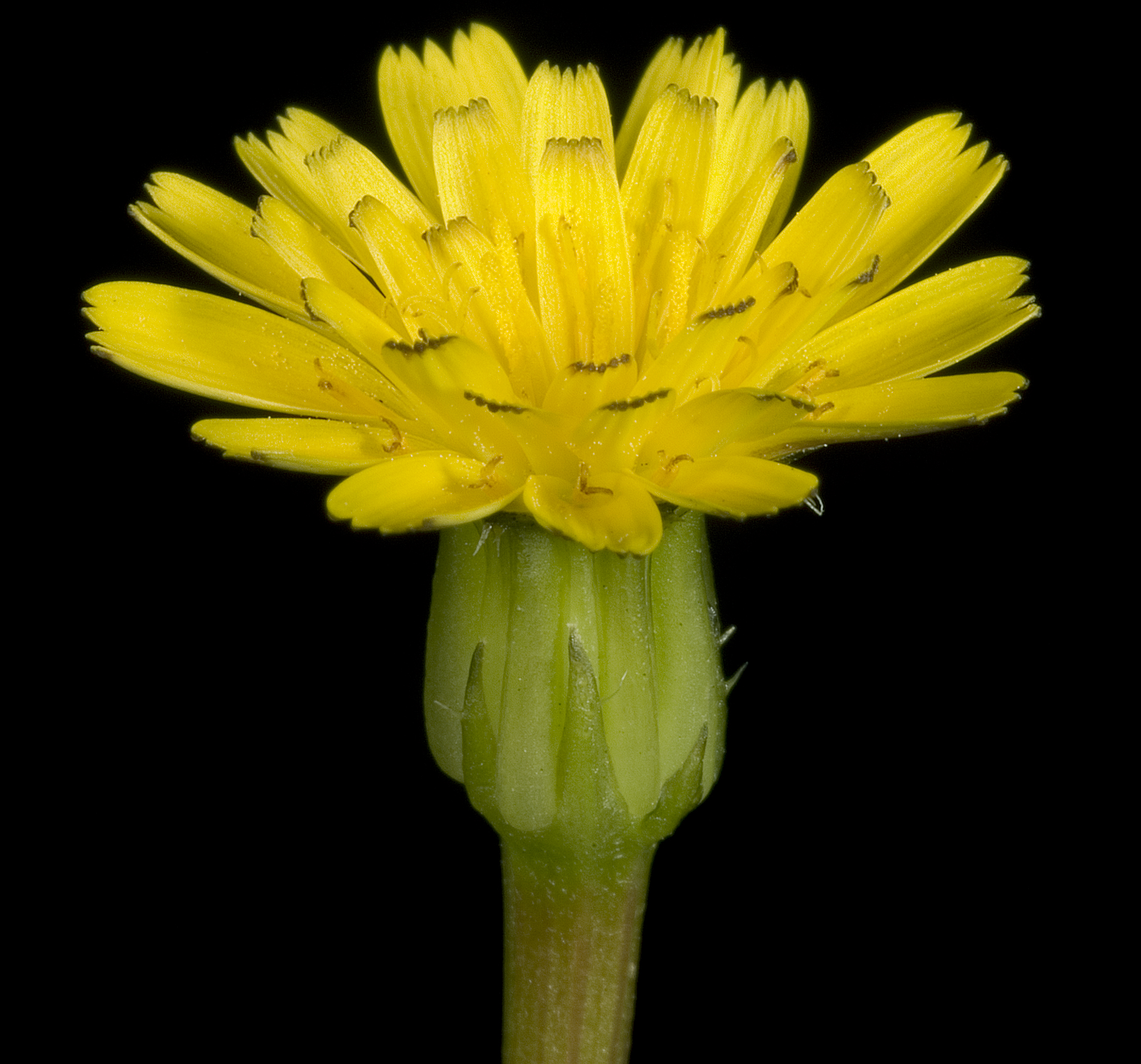
I fiori

Habitus. La forma biologica della specie è terofita scaposa (T scap), ossia sono piante erbacee che differiscono dalle altre forme biologiche poiché, essendo annuali, superano la stagione avversa sotto forma di seme, sono inoltre munite di asse fiorale eretto e spesso privo di foglie.
Radici. Le radici sono del tipo a tubero.
Fusto. La parte aerea del fusto è prostrata e robusta. La parte del fusto sotto il capolino dopo l'antesi s'ingrossa a clava (diametro 2 – 6 mm). L'altezza di queste piante varia da 3 a 25 cm (massimo 40 cm).
Foglie. Le foglie sono concentrate alla base ed hanno una lamina a forma lineare-spatolata con bordi dentellati in modo ottuso (verso l'apice). La superficie è ricoperta da sparse setole lucide. Dimensioni delle foglie: larghezza 0,5 – 1 mm; lunghezza 3 – 6 cm.
Infiorescenza. Le infiorescenze sono composte da capolini terminali su peduncoli. I capolini sono formati da un involucro a forma cilindrica composto da diverse brattee (o squame) disposte su due serie all'interno delle quali un ricettacolo fa da base ai fiori tutti ligulati. Le squame esterne hanno una forma triangolare (sono lunghe 1 – 2 mm); quelle interne sono lineari (larghezza 1 mm; lunghezza 8 mm), arrossate all'apice; la faccia abassiale può essere glabra oppure scabrosa per peli ispidi. All'antesi le squame sono ricurve e il capolino diventa subsferico. Il ricettacolo è "nudo", ossia privo di pagliette a protezione della base dei fiori. Diametro dell'involucro: 4 mm. Diametro del capolino: 8 – 12 mm. Lunghezza del peduncolo: 2 – 5 cm.
Fiore. I fiori sono tutti del tipo ligulato (il tipo tubuloso, i fiori del disco, presente nella maggioranza delle Asteraceae, qui è assente), sono tetra-ciclici (ossia sono presenti 4 verticilli: calice – corolla – androceo – gineceo) e pentameri (ogni verticillo ha 5 elementi). I fiori sono tutti ermafroditi e zigomorfi.
- Formula fiorale:

*/x K {\displaystyle \infty }, [C (5), A (5)], G 2 (infero), achenio
- Calice: i sepali del calice sono ridotti ad una coroncina di squame.
- Corolla: la corolla è ligulata con 5 dentelli terminali; è lunga 8 mm ed è colorata di giallo (esternamente è colorata di ocra).
- Androceo: gli stami sono 5 con filamenti liberi, mentre le antere sono saldate in un manicotto (o tubo) circondante lo stilo.[17] Le antere alla base sono acute. Il polline è tricolporato.[18]
- Gineceo: gli stigmi dello stilo (corto) sono due divergenti; l'ovario è infero uniloculare formato da 2 carpelli. Gli stigmi sono filiformi e pelosi sul lato inferiore.
- Antesi: da marzo a giugno.

Frutti. I frutti sono degli acheni subcilindrici, curvi e scabri con pappo. Gli acheni sono dimorfici: quelli più periferici hanno un pappo a forma di coroncina; quelli più interni hanno un pappo formato da squame lesiniformi. Dimensione degli acheni: 5 – 9 mm. Lunghezza del pappo: 0,1 - 0,5 mm nel primo caso; oppure 2 – 5 mm nel secondo.

## Biologia
- Impollinazione: l'impollinazione avviene tramite insetti (impollinazione entomogama tramite farfalle diurne e notturne).
- Riproduzione: la fecondazione avviene fondamentalmente tramite l'impollinazione dei fiori (vedi sopra).
- Dispersione: i semi (gli acheni) cadendo a terra sono successivamente dispersi soprattutto da insetti tipo formiche (disseminazione mirmecoria). In questo tipo di piante avviene anche un altro tipo di dispersione: zoocoria. Infatti gli uncini delle brattee dell'involucro si agganciano ai peli degli animali di passaggio disperdendo così anche su lunghe distanze i semi della pianta.

## Distribuzione e habitat

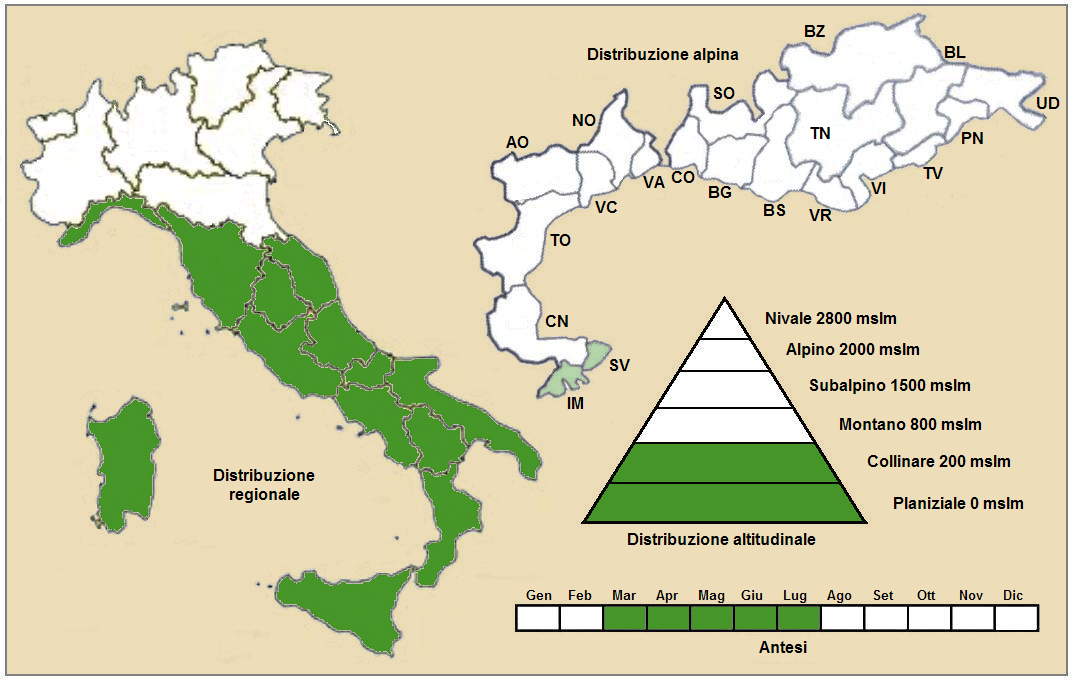
Distribuzione della pianta
(Distribuzione regionale – Distribuzione alpina)

- Geoelemento: il tipo corologico (area di origine) è Steno-Mediterraneo.
- Distribuzione: in Italia questa specie si trova dalla Liguria fino alle isole (Sicilia e Sardegna). Fuori dall'Italia (sempre nelle Alpi) si trova in Francia (dipartimenti di Alpes-Maritimes e Drôme); mentre sugli altri rilievi europei si trova nel Massiccio Centrale, Pirenei e Monti Balcani.[20]
- Habitat: l'habitat tipico per questa specie sono gli incolti (ma anche le colture, vigne e oliveti), ambienti ruderali e abbandonati, le garighe, i pascoli aridi e le praterie rase.  Il substrato preferito è sia calcareo che siliceo con pH basico, con medi valori nutrizionali del terreno che deve essere arido.
- Distribuzione altitudinale: sui rilievi queste piante si possono trovare fino a 600 m s.l.m.; frequentano quindi il piano vegetazionale collinare (oltre a quello planiziale – a livello del mare).

### Fitosociologia
Dal punto di vista fitosociologico alpino Hedypnois rhagadioloides appartiene alla seguente comunità vegetale:
Formazione: delle comunità pioniere a terofite e succulente
Classe: Thero-Brachypodietea
Ordine: Thero-Brachypodietalia

## Tassonomia
La famiglia di appartenenza di questa voce (Asteraceae o Compositae, nomen conservandum) probabilmente originaria del Sud America, è la più numerosa del mondo vegetale, comprende oltre 23.000 specie distribuite su 1.535 generi, oppure 22.750 specie e 1.530 generi secondo altre fonti (una delle checklist più aggiornata elenca fino a 1.679 generi). La famiglia attualmente (2021) è divisa in 16 sottofamiglie.
Il genere Hedypnois è composto da poche specie una delle quali è presente nella flora spontanea italiana.

### Filogenesi
Il genere di questa voce appartiene alla sottotribù Hypochaeridinae della tribù Cichorieae (unica tribù della sottofamiglia Cichorioideae). In base ai dati filogenetici la sottofamiglia Cichorioideae è il terz'ultimo gruppo che si è separato dal nucleo delle Asteraceae (gli ultimi due sono Corymbioideae e Asteroideae). La sottotribù Hypochaeridinae fa parte del "quarto" clade della tribù; in questo clade è posizionata nel "core" del gruppo , vicina alle sottotribù Crepidinae e Chondrillinae.
I seguenti caratteri sono distintivi per la sottotribù:
- l'indumento delle piante è formato da peli grossolani;
- le setole del pappo hanno delle sporgenze laterali rigide costituite da un'unica cellula tubolare gigante.

Il nucleo della sottotribù Hypochaeridinae è l'alleanza Hypochaeris - Leontodon/Picris e formano (insieme ad altri generi minori) un "gruppo fratello". Rispetto a precedenti raggruppamenti delle Hypochaeridinae, diversi generi sono stati esclusi dalla circoscrizione rivista sulla base di recenti analisi filogenetiche molecolari. Il gruppo attualmente si presenta monofiletico (a parte l'enigmatica Prenanthes purpurea attualmente descritta nelle Lactucinae). Il genere di questa voce, nell'ambito della sottostribù occupa una posizione vicina la "core" (profondamente nidificato) ed è "fratello" del genere Leontodon. È l'unico genere della sottotribù privo di pappo piumato; questo indica un'inversione nell'evoluzione dal pappo piumato a uno scabro o squamoso. Recenti indagini filogenetiche indicano che le specie di Hedypnois sono pressoché indistinguibili dal genere Leontodon, quindi la specie di questa voce andrebbe designata come Leontodon rhagadioloides (L.) Enke & Zidorn.
I caratteri distintivi per le specie di questo genere sono:
- il portamento delle piante è erbaceo annuale;
- la corolla dei fiori è sempre gialla;
- gli acheni sono lunghi 5 - 9 mm.
- gli acheni esterni sono persistenti, parzialmente o completamente racchiusi nell'involucro persistente;
- il pappo degli acheni centrali è formato da setole pinnulate, quegli periferici hanno un pappo simile ad una coroncina.

Il numero cromosomico di H. rhagadioloides è: 2n = 8, 11, 12, 13, 14, 15, 16, 18.

### Variabilità e sottospecie
Questa specie è abbastanza variabile. I caratteri soggetti maggiore variabilità sono:
- la glabrescenza più o meno presente su tutta la pianta;
- la ramificazione del fusto: da scapi semplici e afilli a scapi abbondantemente ramificati con numerose foglie cauline;
- la forma delle foglie che possono essere pennatosette;
- il diametro della strozzatura del peduncolo sotto il capolino.

Alcuni autori individuano la specie Hedypnois cretica (L.) Dum.Cours. separata da quella di questa voce.
Nella "Flora d'Italia" sono indicate due sottospecie:
Sottospecie  rhagadioloides
- Nome scientifico: subsp. rhagadioloides.
- Descrizione: i fusti sono ramificati con diversi capolini; i peduncoli non s'ingrossano alla fruttificazione.
- Distribuzione in Italia: dalla Liguria al Sud.
- Distribuzione altitudinale: da 0 a 1.000 m s.l.m..
- Numeri cromosomici: 2n = 8 e 13.

Sottospecie  tubaeformis
- Nome scientifico: subsp. tubaeformis (Ten.) Hayek
- Nome comune: radicchio tubuloso.
- Descrizione: i fusti sono indivisi con un solo capolino; i peduncoli alla fruttificazione s'ingrossano in modo evidente (diametro 2 - 6 mm); la pelosità è variabile.
- Distribuzione in Italia: Centro e Sud.
- Distribuzione altitudinale: da 0 a 600 m s.l.m..
- Numero cromosomico: 2n = 16.

### Sinonimi
Questa entità ha avuto nel tempo diverse nomenclature. L'elenco seguente indica alcuni tra i sinonimi più frequenti:
- Hedypnois annua Bubani
- Hedypnois coronopifolia  Ten.
- Hedypnois crepidiformis  Rchb.
- Hedypnois cretica  (L.) Dum.Cours.
- Hedypnois cretica subsp. ramosa  Täckh. & Boulos
- Hedypnois cretica subsp. rhagadioloides  (L.) Täckh. & Boulos
- Hedypnois furfuracea  Rchb.
- Hedypnois glabra  F.W.Schmidt
- Hedypnois globulifera  Lam.
- Hedypnois hedypnois  (L.) Linding.
- Hedypnois laciniflora  Viv.
- Hedypnois mauritanicus  Schousb. ex Link
- Hedypnois mauritiana  Willd.
- Hedypnois monspeliensis  Willd.
- Hedypnois pendula  Willd.
- Hedypnois persica  M.Bieb.
- Hedypnois polymorpha  DC.
- Hedypnois pygmaea  Willk.
- Hedypnois rhagadioloides subsp. cretica  (L.) Hayek
- Hedypnois sabulorum  Pomel
- Hedypnois tournefortii  Cass.
- Hedypnois tubaeformis  Ten.
- Hedypnois vulgaris  J.St.-Hil.
- Hyoseris cretica  L.
- Hyoseris hedypnois  L.
- Hyoseris incrassata  Moench
- Hyoseris mauritanica  Pers.
- Hyoseris monspeliensis  Pers.
- Hyoseris pendula  Balb.
- Hyoseris rhagadioloides  L.
- Hyoseris scabra  Moench
- Leontodon rhagadioloides  (L.) Enke & Zidorn
- Leontodon rhagadioloides subsp. tubaeformis  (Ten.) Enke & Zidorn
- Rhagadiolus creticus  (L.) All.
- Rhagadiolus hedypnois  (L.) All.
- Rhagadiolus pendulus  (Willd.) Benth. & Hook.f. ex Ball